# Venusia kasyata
Venusia kasyata là một loài bướm đêm trong họ Geometridae.